# عباس فرزانگان (نظامی)
سرتیپ عباس فرزانگان (زاده ۱۲۸۹ – درگذشته ۱۳۸۳)، نظامی، سیاست‌مدار و دیپلمات ایرانی در دوره پهلوی دوم بود.

## زندگی‌نامه
سرتیپ عباس فرزانگان در کالج آمریکایی‌های تهران تحصیل کرد و برای ادامه تحصیل به ایالات متحده رفت. او پس از بازگشت در اداره بی‌سیم مشغول به کار شد و بعد برای ادامه تحصیل به انگلستان رفت. پس از بازگشت به ارتش پیوست، و افسر رابط با مستشاران نظامی آمریکایی بود. فرزانگان در ۱۳۲۵ به عنوان وابسته نظامی ایران به ایالات متحده اعزام شد و سال‌ها نگهبان برادران و خواهران شاه ایران در سفرهایشان به آمریکا بود. در همین دوره، او با سازمان سیا مرتبط گشت و این سازمان در خانه‌ای امن در واشینگتن آموزش‌های ویژه‌ای در خصوص جاسوسی و عملیاتی که پیش روی بود به وی داد.

## کودتای ۲۸ مرداد
ببینید: کودتای ۲۸ مرداد
وی پس از پایان این آموزش‌ها در تیر ماه ۱۳۳۲ به تهران بازگشت و به عنوان عامل اصلی سیا برای اجرای کودتا مشغول به کار شد. فرزانگان با سرهنگ جورج کارول «سرپرست نظامی سیا در عملیات کودتا» ارتباط داشت و دیگر عوامل ارتشی وابسته به آمریکا را چون سرلشکر نادر باتمانقلیچ و سرهنگ حسن اخوی و سرهنگ ولی محمد زندکریمی را وارد صحنه کرد و ملاقات آنها را با سرهنگ کارول در  سفارت ایالات متحده در تهران ترتیب داد. این ملاقات‌ها تا ۱۷ مرداد چندین بار تکرار شد و بعضی از جلسات در منزل فرزانگان برگزار می‌شد. در ۲۰ مرداد ۱۳۳۲ بنابر درخواست فضل‌الله زاهدی از اخوی، فرزانگان با وی ملاقات کرد. در این ملاقات سه ساعته زاهدی از فرزانگان خواست تا به عنوان رابط وی و آمریکایی‌ها عمل کند. سرهنگ فرزانگان برای اطمینان خاطر زاهدی، باتمانقلیچ و سرهنگ زندکریمی را به دیدارش برد و او را در جریان طرح عملیات قرار دادند. آخرین جلسه بین کارول و فرزانگان و اخوی و زندکریمی ۲۴ مرداد بود که عملیات بار دیگر بررسی و اجرای عملیات موکول به امضای حکم عزل محمد مصدق و نخست‌وزیری فضل‌الله زاهدی شد. فرزانگان در همین روز به اتفاق باتمانقلیچ به منزل مصطفی مقدم نزد زاهدی رفتند. او مأمور بود که به هنگام حرکت نصیری به منزل دکتر مصدق برای ابلاغ حکم عزل، همراه با چند نظامی دیگر به اداره بی‌سیم بروند تا کنترل رادیو را در دست گیرند؛ ولی زاهدی از وی خواست تا در این کار عجله‌ای به خرج ندهد. نیمه شب ۲۵ مرداد فرزانگان، اردشیر و فضل‌الله زاهدی و سرتیپ هدایت‌الله گیلانشاه با تصور پیروزی نعمت‌الله نصیری راهی شهر شدند؛ ولی در میان راه اطلاع یافتند کودتا شکست خورده است. پس از شکست اولیه کودتا در نیمه شب ۲۵ مرداد ارتباط زاهدی با فرزانگان قطع نشد و برای حفظ امنیت زاهدی او به منزل برادر فرزانگان در «تپه‌های امانیه» منتقل شد و خود فرزانگان با دو سرهنگ دیگر حفاظت از مأمن زاهدی را برعهده گرفتند.
فرزانگان و دیگر عوامل کودتا مشغول طرح توطئه‌ای جدید برای اجرای کودتای دوم بودند. کرمیت روزولت در کتاب خود او را با نام مستعار «محسن طاهویی» چنان معرفی می‌کند که گویا تازه‌واردی در این میدان بازی است. در جلسه بین روزولت و دیگر دست‌اندرکاران کودتا قرار شد فرزانگان، با توجه به سابقه دوستی با سرهنگ تیمور بختیار «فرمانده لشکر کرمانشاه»، با دو فرمان شاه به کرمانشاه برود و از وی یاری بخواهد. او در صبح ۲۶ مرداد، با استفاده از تسهیلات سفارت آمریکا و به وسیله یکی از کارکنان پایگاه سیا، راهی کرمانشاه شد. فرماندار نظامی تهران در نیمه روز ۲۷ مرداد طی اعلامیه‌ای از «سرهنگ بازنشسته عباس فرزانگان خواست تا برای پاره‌ای تحقیقات لازم ظرف ۲۴ ساعت خود را به فرمانداری نظامی معرفی کند». فرزانگان در صبح روز ۲۸ مرداد به تهران رسید و موفقیت خود در جلب همکاری تیمور بختیار را به پایگاه سیا اعلام کرد. پس از پیروزی کودتاکنندگان زاهدی به فرزانگان و کارول دستور داد پایان عملیات را اعلام کنند و فرزانگان مأمور انتصاب فرماندهان نظامی و دستگیری مخالفان شد.

## پس از کودتا
سرهنگ عباس فرزانگان به پاسداشت همکاری تنگاتنگ خود در اجرای عملیات کودتا در دو دولت زاهدی به وزارت پست و تلگراف و پس از آن نیز به سفارت کشورهایی از جمله عربستان سعودی، یمن، کویت، نروژ و هلند منصوب شد. او در سال ۱۳۵۴ بازنشسته شد و به خانواده اش در واشینگتن دی سی پیوست.

## مرگ
فرزانگان در ۲۶ اسفند ۱۳۸۳ در سن ۹۴ سالگی درگذشت.  ختم او در روز شنبه، ۲۰ مارس برگزار شد.

## سمت‌ها
- وزیر پست و تلگراف و تلفن
- استاندار اصفهان
- سفیر ایران در کویت
- سفیر ایران در عربستان سعودی
- سفیر ایران در نروژ
- سفیر ایران در هلند

## جستارهای وابسبه
- نادر باتمانقلیچ
- حسن اخوی
- فضل‌الله زاهدی